# ماراتشي
بلدية ماراتشي (بالإسبانية: Marrachí) هي بلدية تقع في منطقة جزر البليار شرق إسبانيا.

## الديموغرافيا
بلغ عدد سكان بلدية ماراتشي 34.385 نسمة عام 2011 (وفقاً للمعهد الوطني للإحصاء الإسباني).
| 16.180 | 19.451 | 23.953 | 28.237 | 31.120 | 33.348 | 34.385 |